# 木村成一
木村 成一（きむら せいいち、1957年11月21日 - ）は、日本の実業家。東急ハンズ代表取締役社長。

## 来歴・人物
宮城県出身。慶應義塾大学法学部卒業。
1981年東急不動産入社。1993年東急ハンズ出向。事業企画部長などを経て、2011年取締役、2014年常務。2017年4月社長に就任。